# Mario Più
Mario Più, pseudonimo di Mario Piperno (Livorno, 26 agosto 1965), è un disc jockey italiano.
È originario di Stagno, un paese in provincia di Livorno.

## Biografia
Ha suonato in tutti i club italiani più conosciuti durante le stagioni di maggior successo: tra questi Insomnia, Imperiale, Dylan, Aida, Ecu, Embassy, Bxr, Matrix, Jaiss e Ultimo Impero. Oggi lo ospitano i club più prestigiosi d'Europa e del mondo, per citarne qualcuno: Temple (Dublino), U60 (Francoforte), Passion (UK), Privilege (Ibiza), Slinky (UK), Arc (New York).
È un dj del roster Gatecrasher, sempre più impegnato nei tour: Malaysia, Giappone, Stati Uniti e Canada, Sud America e Australia. Da molti anni Mario Più è uno degli artisti di punta di Media Records, A&R dell'etichetta Bxr, sinonimo di elettronica italiana nel mondo.
Nel 1999 è al quinto posto nella Sales Chart inglese, grazie alle oltre 200 000 copie vendute di “Communication” nel solo Regno Unito. Nel 2001 Mario Più è entrato al 54º posto della DJ Mag Top 100, mentre in Inghilterra è stato soprannominato il Fatboy Slim italiano, per la sua creatività e per la sua stazza.
2001: “The Vision”, un pezzo che ha ricevuto ottime critiche, diventando un vero e proprio successo suonato da Judge Jules, Pete Tong e Dave Pearce su Radio One e nei loro set. “Mathmos”, pubblicato su Sacrifice, ha invece conquistato Richie Hawtin. Mario è uno degli artisti Metempsicosi, associazione composta da sei artisti di musica techno ed elettronica indipendenti. Tra i suoi successi vanta anche diverse collaborazioni con produttori importanti: da Mauro Picotto, a Scott Bond sino all'amico e collega Joy Kitikonti. Con quest'ultimo ha creato “Light My Fire”, rifacimento in versione elettronica del celeberrimo pezzo dei Doors, e firmato con lo pseudonimo Roctronick Orchestra; sempre dal duo con Joy Kitikonti, Marikit, nasce “Mega Vixen”, omaggio ai film erotici degli anni Settanta e Ottanta, e precedentemente “And You". Più che si cela anche dietro i progetti firmati da DJ Arabesque, “Strance”, sempre frutto della collaborazione con Kitikonti.
Particolare successo giunse tra la fine degli anni 90 ed i primi anni del 2000, attraverso alcuni singoli di successo che gli regalarono un'ulteriore fama, in quanto più radiofonici, e per i quali si avvalse della voce dell'ex moglie, nota con lo pseudonimo "More"; i progetti furono: "All I Need", "Runaway", "Sexy Rhythm", "4ever with me" e "Around The World" che lo portarono nelle classifiche ufficiali di vendita FIMI.
In occasione dell'edizione 2003 dei Red Bull Italian Dance Awards ha ricevuto un Oscar come Best Techno DJ. Il singolo “Devotion - C'era Una Volta Il West”, riprende un classico di Ennio Morricone ed è accompagnato da un video curioso con scenografie alla “Gangs of NY”. Nel luglio del 2003 Mario Più ha prodotto la doppietta “Roraima/Logic Guitar”: la prima traccia si definisce come un tributo al Brasile, mentre la seconda, parafrasando le parole di Mario Più: “È un treno in corsa”, dice. Risalente alla fine del 2003 è “Incanto per Ginevra”, disco ispirato dalla nascita della figlia Ginevra.
Nel 2004 è la volta del singolo “Champ Elisées” e dell'apertura della sua etichetta, Fahrenheit, con il debutto di “I Don't Want To Come Back”, co-prodotto e remixato da Andrea Doria: la traccia viene licenziata alla francese Hot Banana anche per il territorio britannico.
Il 2005 si apre con il lancio delle edizioni musicali Mas Experience, la nascita di una nuova etichetta, la Richter, e il singolo ideato da Riccardo Sada e co-prodotto e remixato da Andrea Doria, “Tragically Lucid”, di Mario Più & Lid Russel Bass. Alla fine dello stesso anno viene eletto dalla rivista inglese DJ Mag al numero 38 della top 100 nel mondo. Tra i progetti realizzati, anche la seconda compilation del Matrix e infine “Electronic Experience”, un cd in collaborazione con Venom/Cdyourself con il meglio dello stile di Mario Più.
Nel 2007 ha avuto collaborazioni con Alex Catalani e Claudio Maura, con cui ha realizzato vari dischi tra cui Big Sucker High Performance e Ultracustom. Traguardo finale nel 2008 è Mario Più present Alex Catalani & Claudio Maura “Cantada” su Uomo Records, etichetta di Andreino of Mas Collective. Nel 2009, Mario vince i Trend Award come miglior DJ producer italiano.

## Discografia parziale

### Singoli
- 1996 – Dedicated